# Douglas Chalmers
Douglas McKenzie Chalmers (né le 26 février 1966) est un ancien officier de l'armée britannique qui est chef d'état-major adjoint de la défense (stratégie et opérations militaires) de 2018 à 2021. Il est actuellement maître de l'Emmanuel College de Cambridge.

## Jeunesse et éducation
Chalmers est né le 26 février 1966 à Belfast, en Irlande du Nord. Il grandit en Angleterre et fait ses études à Reddam House, une école privée du Berkshire, en Angleterre. Après l'école, il travaille à la pose de bitume pendant la journée et étudie pour repasser ses examens de niveau A le soir.
Chalmers obtient ensuite une maîtrise ès arts (MA) de l'École d'études militaires avancées de l'armée américaine et une maîtrise en philosophie (MPhil) de Trinity Hall, Cambridge.

## Carrière militaire

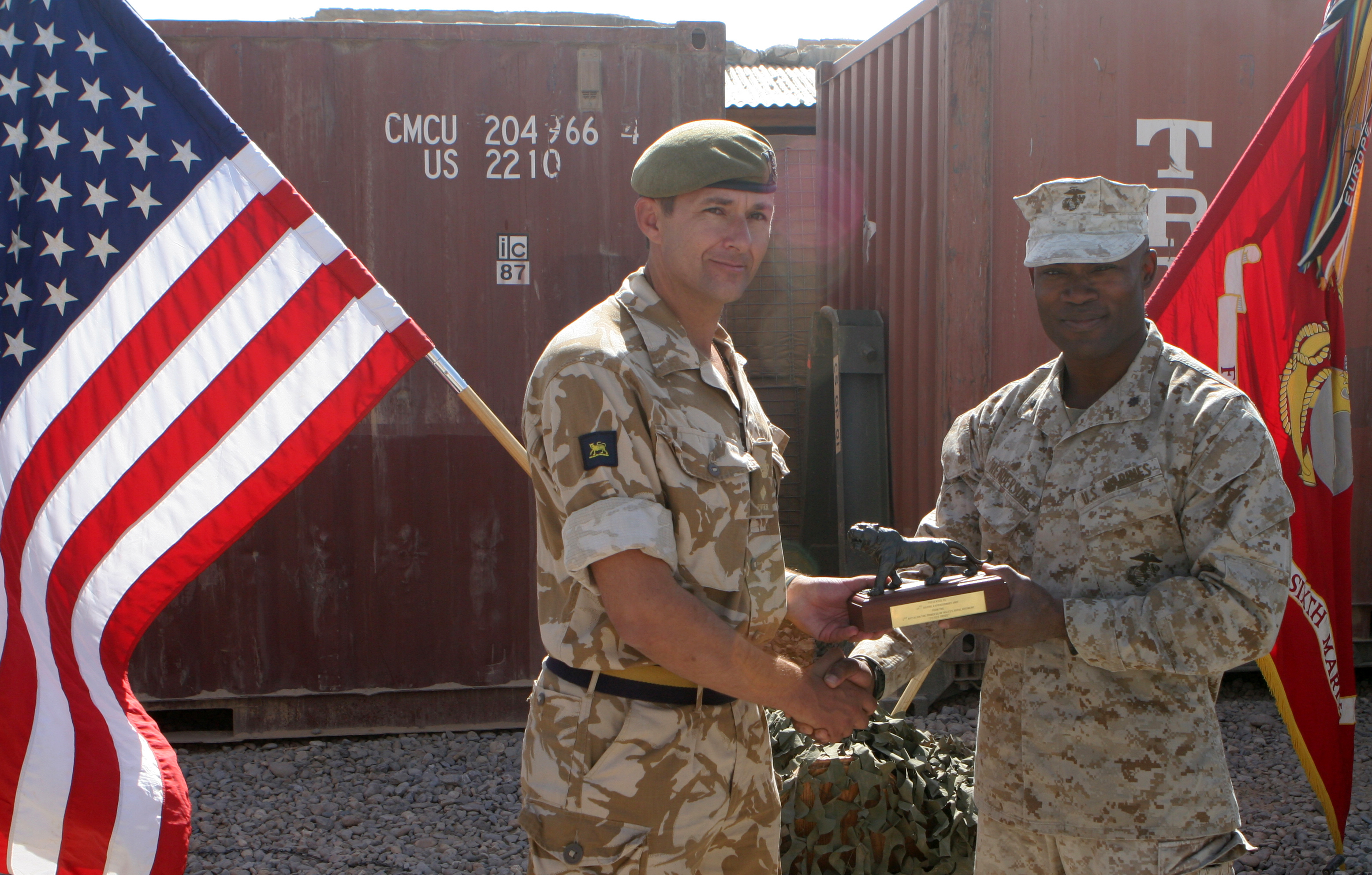
Chalmers (à gauche) lors de la cérémonie de passation de commandement en Afghanistan, 2008

Chalmers rejoint l'armée britannique en 1984 en tant que simple soldat. Après avoir fréquenté l'Académie royale militaire de Sandhurst, il est nommé dans les Royal Irish Rangers le 9 août 1986.
Il devient commandant du 2e bataillon du Princess of Wales's Royal Regiment en juillet 2007 et, à ce titre, est déployé dans la province d'Helmand, en Afghanistan. Il devient commandant de la 12e brigade mécanisée en octobre 2011 et est déployé comme commandant de la force opérationnelle Helmand en avril 2012,. Il est ensuite officier de liaison du chef d'état-major de la défense auprès du président des chefs d'état-major interarmées des États-Unis en octobre 2013 et chef d'état-major adjoint (opérations) au quartier général interarmées permanent en août 2014.
Chalmers est déployé dans le cadre de l'Opération Inherent Resolve en Irak en septembre 2015 et devient commandant adjoint du soutien général du IIIe Corps et de Fort Hood en août 2016. Il est nommé Commandeur de 1re classe de l'Ordre du Dannebrog par la reine du Danemark en mai 2018. Il est promu au grade de lieutenant général et nommé chef d'état-major adjoint de la défense (stratégie et opérations militaires) le 18 juin 2018. Il est nommé Compagnon de l'Ordre du Bain (CB) lors des honneurs d'anniversaire de 2021. Chalmers est nommé colonel commandant de la division Queen's en novembre 2021 et prend officiellement sa retraite de l'armée britannique le 19 février 2022.

## Carrière ultérieure
En février 2021, il est annoncé comme successeur de Fiona Reynolds au poste de directeur de l'Emmanuel College de Cambridge. Il prend ses fonctions le 1er octobre 2021.
À la suite d'une audience préalable à sa nomination auprès du Comité spécial de l'administration publique et des affaires constitutionnelles, il est nommé président du Comité des normes de la vie publique à partir de 2024, succédant à Jonathan Evans.